# ناحیه لاموت، میشیگان
ناحیه لاموت (به انگلیسی: Lamotte Township) یک منطقهٔ مسکونی در ایالات متحده آمریکا است که در شهرستان سانیلاک واقع شده‌است.
 ناحیه لاموت ۹۱٫۹ کیلومتر مربع مساحت و ۹۸۱ نفر جمعیت دارد و ۲۳۴ متر بالاتر از سطح دریا واقع شده‌است.